# Thisvi
Thisvi (in greco Θίσβη?) è un ex comune della Grecia nella periferia della Grecia Centrale (unità periferica della Beozia) con 4 480 abitanti secondo i dati del censimento 2001.
È stato soppresso a seguito della riforma amministrativa, detta piano Callicrate, in vigore dal gennaio 2011 ed è ora compreso nel comune di Tebe.

## Citazioni
La città di Tisbe (antico nome di Thisvi) è citata in almeno due importanti opere antiche:
- nel canto II dell'Iliade di Omero, il poeta greco cita la città, definendola "nutrice di tante colombe" (v. 502).
- nella sua monumentale opera Periegesi della Grecia, lo scrittore e geografo Pausania fa una breve descrizione della città.

(Pausania, Periegesi della Grecia, cap. IX)